# کوواگوسولوش
کوواگوسولوش (به مجاری:  Kővágószőlős) یک شهرداری در مجارستان است که در ناحیه پچ واقع شده‌است. کوواگوسولوش ۱۸٫۲۵ کیلومتر مربع مساحت و ۱٬۳۳۱ نفر جمعیت دارد.